# Tang Yin

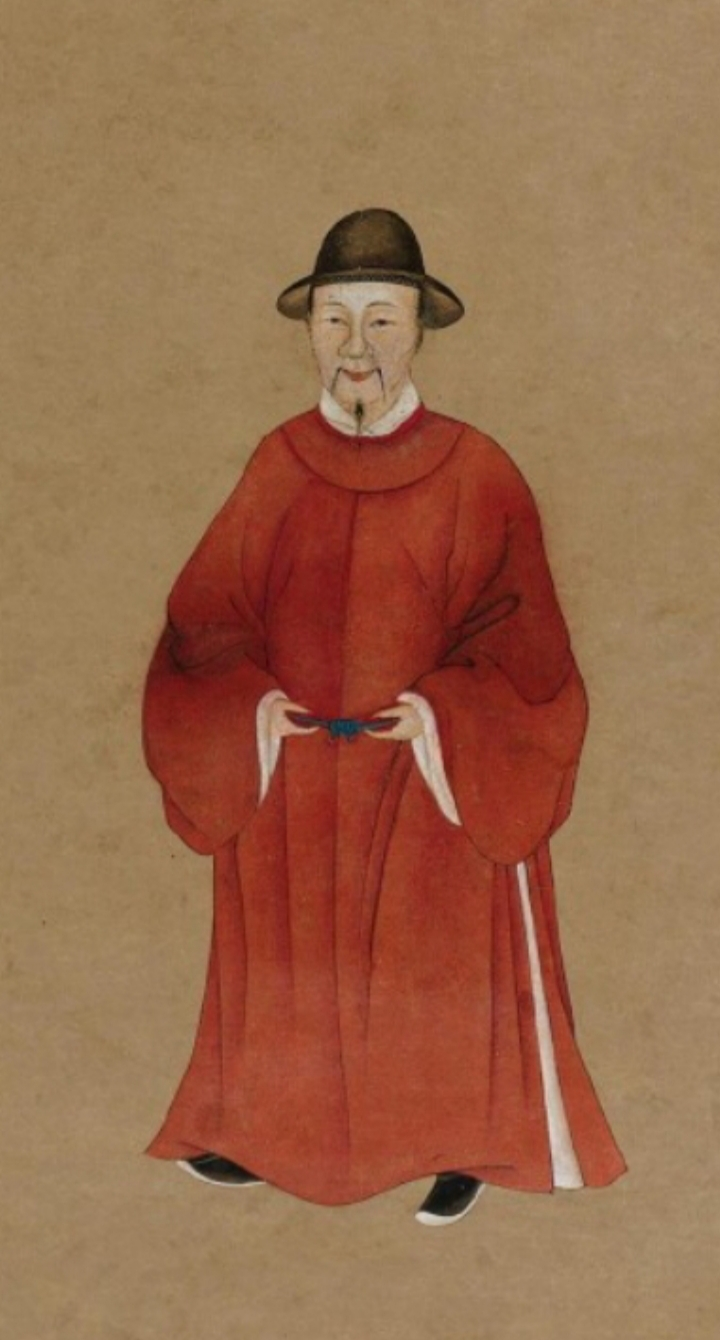
Retrato de Tang Yin

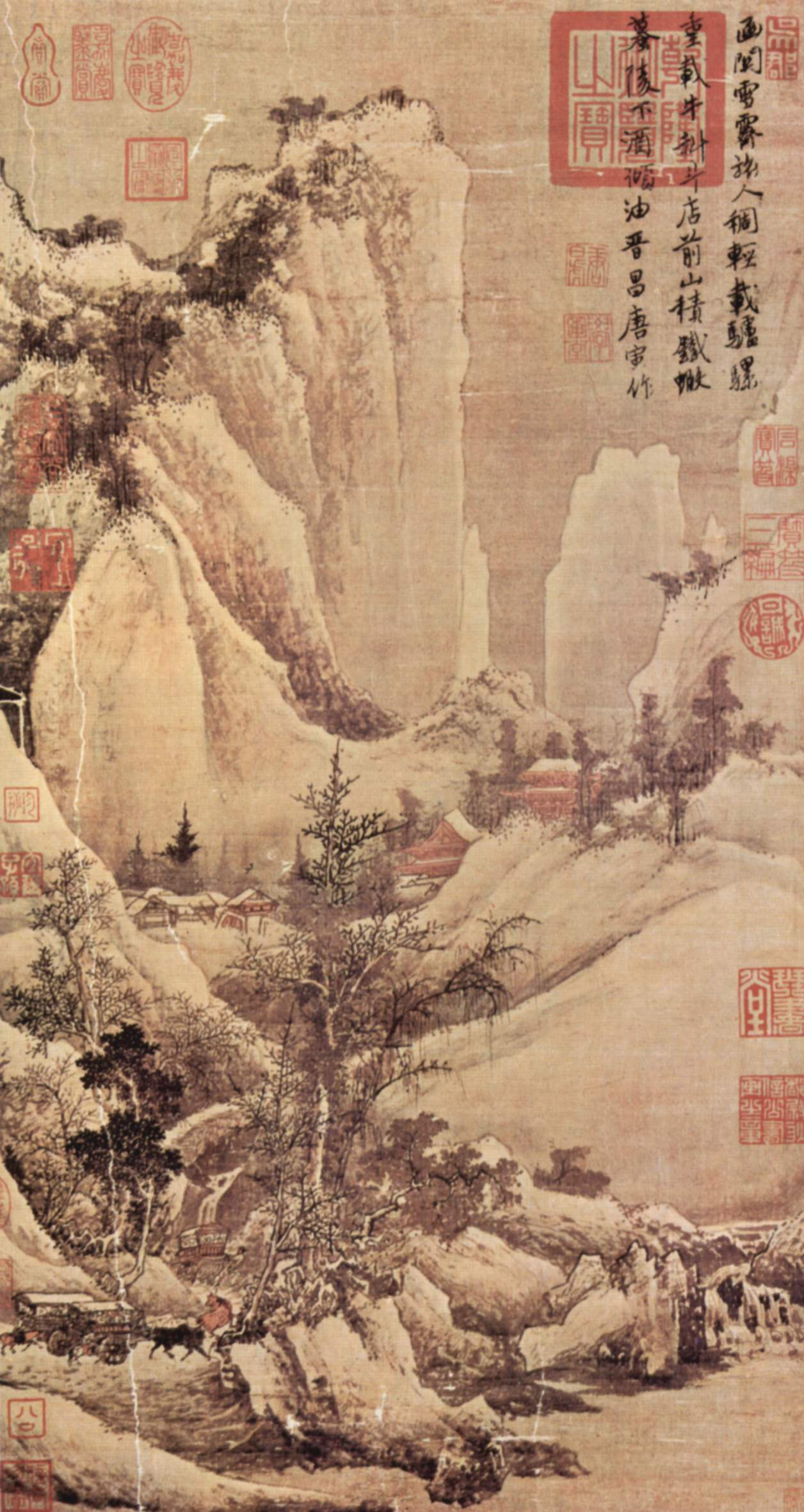
Aclarando después de la nieve en un Paso de Montaña de Tang Yin (1470-1524)

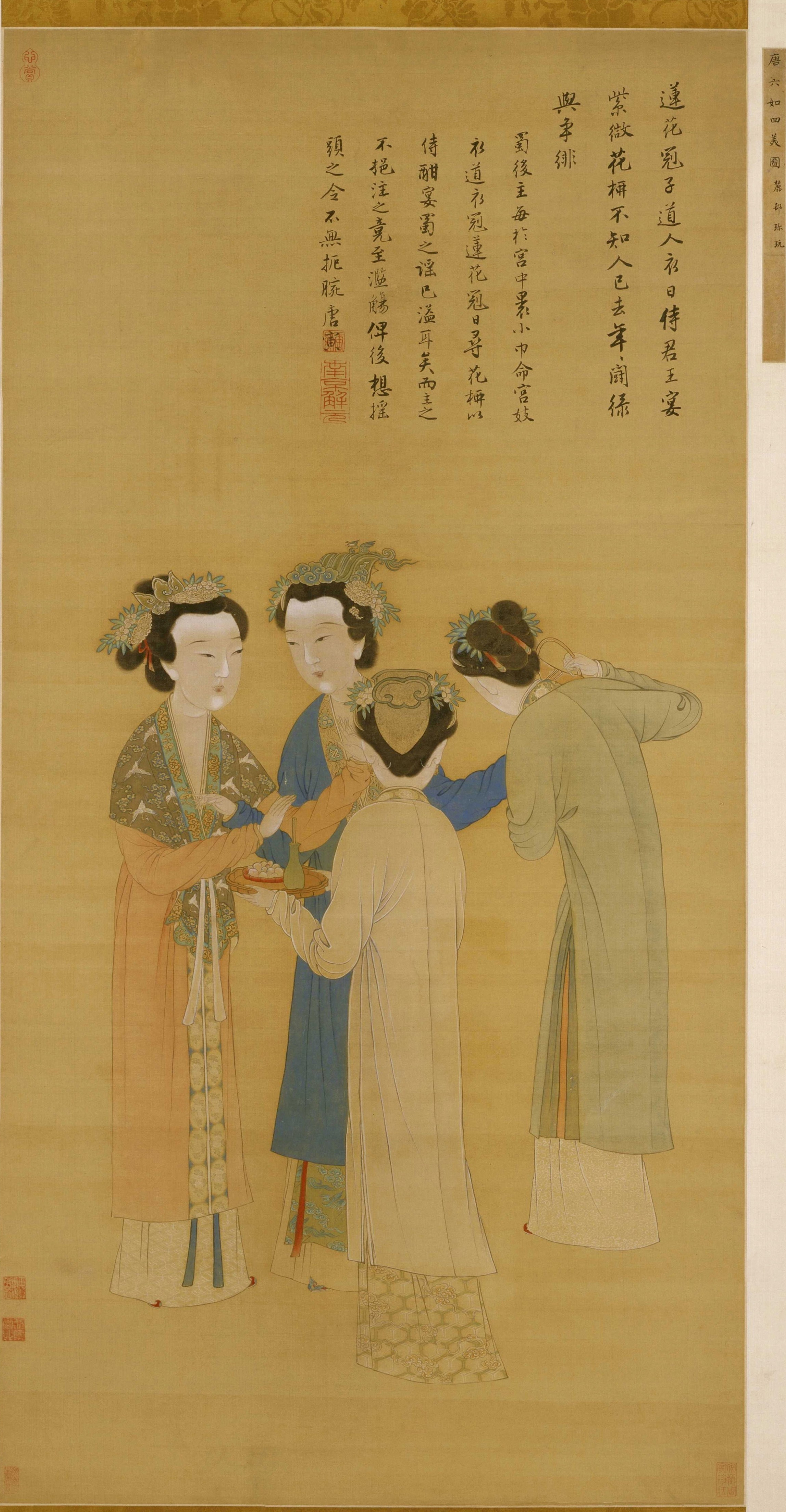
Señoras de la Corte del Shu Anterior por Tang Yin (1470-1524)

Tang Yin (Chino: 唐寅; pinyin: Táng Yín; Cantonesa (transcripción Yale): Tong Yan 1470–1524), nombre de cortesía Tang Bohu (唐伯虎), fue un erudito, pintor, calígrafo, y poeta de la dinastía Ming, cuya biografía ha formado parte del conocimiento popular. Nació durante la dinastía Ming, pero muchas de sus pinturas, especialmente aquellas que muestran personas, estaban ilustradas con elementos del arte anterior, desde los tiempos Pre-Tang hasta la dinastía Song.
Tang Yin es uno de los pintores más notables en la historia del arte chino. Es uno de los "Cuatro Maestros de la dinastía Ming” (Ming Si Jia), los cuales también incluyen a Shen Zhou (1427–1509), Wen Zhengming (1470–1559) y Qiu Ying (c. 1495-1552). Su influencia en el arte de sus contemporáneos, como Cai Han, es notable. Tang era también un poeta talentoso, y junto con sus contemporáneos Wen Zhengming, Zhu Yunming (1460–1526), y Xu Zhenqing, fue uno  de los "Cuatro Maestros Literarios de la Región Wuzhong".
El estilo de vida excéntrico de Tang incitó a innumerables contadores a inmortalizarle como el típico embaucador (pícaro divino) del folclore chino. En una de esas historias populares, cae enamorado de una chica esclava a quien entrevé en la barca de un alto oficial, que estaba pasando por Suzhou. Logra ser vendido como esclavo a la casa del oficial de modo que se le pueda acercar. Con la ayuda de sus amigos, finalmente tiene éxito en traerla a su casa. Esta historia inspiró el drama Tres Palabras por Feng Menglong y la ópera Las Tres Sonrisas.
Tang procedía de la bulliciosa clase mercantil de Suzhou, en un nivel económico muy bajo como hijo del dueño de un restaurante. Contrariamente a algunas cuentas, parece haber estudiado diligentemente durante su juventud, poniendo poca atención en los placeres carnales. Su genio, el cual más tarde le daría renombre como talento supremo del área Jiangnan (China Del Sur), pronto le atrajo a los círculos ricos y poderosos de Suzhou. Wen Zhengming se hizo su amigo; el padre de Wen, Wen Lin (1445–99), actuando como patrón, hizo las introducciones correctas para él.
Fue un estudiante brillante como protegido de Wen Lin. Entre sus amigos en los círculos eruditos de Suzhou se hallaban Shen Zhou, Wu Kuan (1436–1504) y Zhu Yunming. En 1498 Tang Yin asistió a los exámenes provinciales en Nankín, el segundo paso en la escala del examen para el servicio civil. El año siguiente fue hasta la capital para pasar los exámenes nacionales, pero él y su amigo Xu Jing (?- 1507) fueron acusados de sobornar al criado de uno de los examinadores principales para darles las preguntas del examen por adelantado. Todos los implicados fueron encarcelados, y Tang Yin regresó a Suzhou en desgracia, con sus esperanzas justificadamente altas para una carrera distinguida en el servicio civil destruidas para siempre.

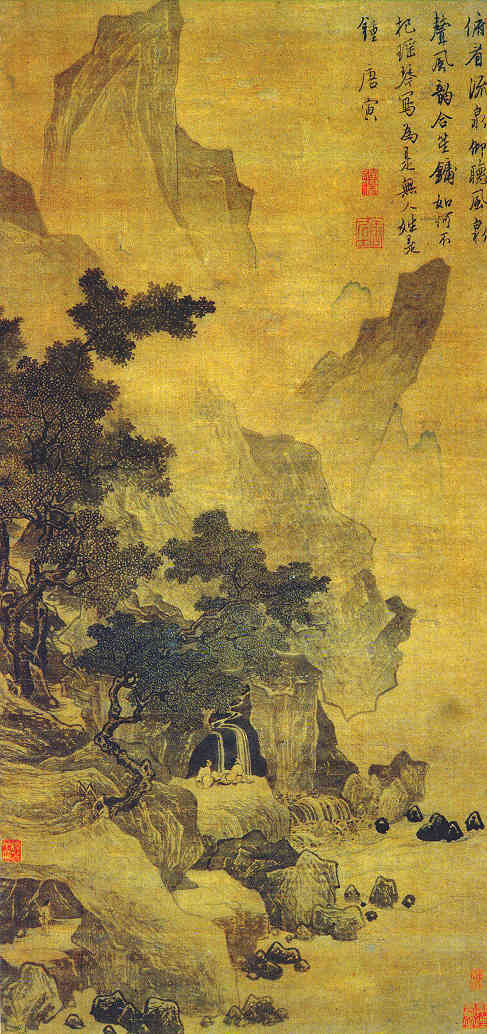
Mirando la Primavera y Escuchando al Viento (看泉聽風圖), Tang Yin, Nanjing Museo

Negado el progreso oficial, persiguió una vida de placer y se ganó la vida vendiendo sus pinturas. Aquel modo de vida le trajo mala fama una generación más tarde con los artistas-críticos (por ejemplo, Dong Qichang) que sentían que la independencia financiera era vital para permitir a un artista seguir su estilo propio y su inspiración. Mientras Tang está asociado con pinturas de belleza femenina, sus otras pinturas (especialmente paisajes) exhiben la misma variedad y expresión que los de sus homólogos y revelan a un hombre tanto de habilidades artísticas como de ideas profundas.

## La caligrafía y poesía de Tang Yin
Tang Yin perfeccionó una letra semicursiva admirable (también conocida como "letra andante"). Sus poemas tratan temas que personas como Wen Zhengming o el más anciano Shen Zhou nunca habrían tocado. Tang parece obligado a tratar los elementos vulgares del ser humano - la envidia, la venalidad, y la avaricia. La decepción trágica, impulsada por la creencia en la inquietud del destino y la amargura de la verdad definitiva imbuyen sus poemas más meditativos. A veces es vencido por una tristeza trágica por la pérdida de la inocencia infantil; a veces hasta el amor está lleno de ruina e infelicidad. Aquellos poemas que logran empezar con una nota optimista a menudo terminan en una nota apesadumbrada.

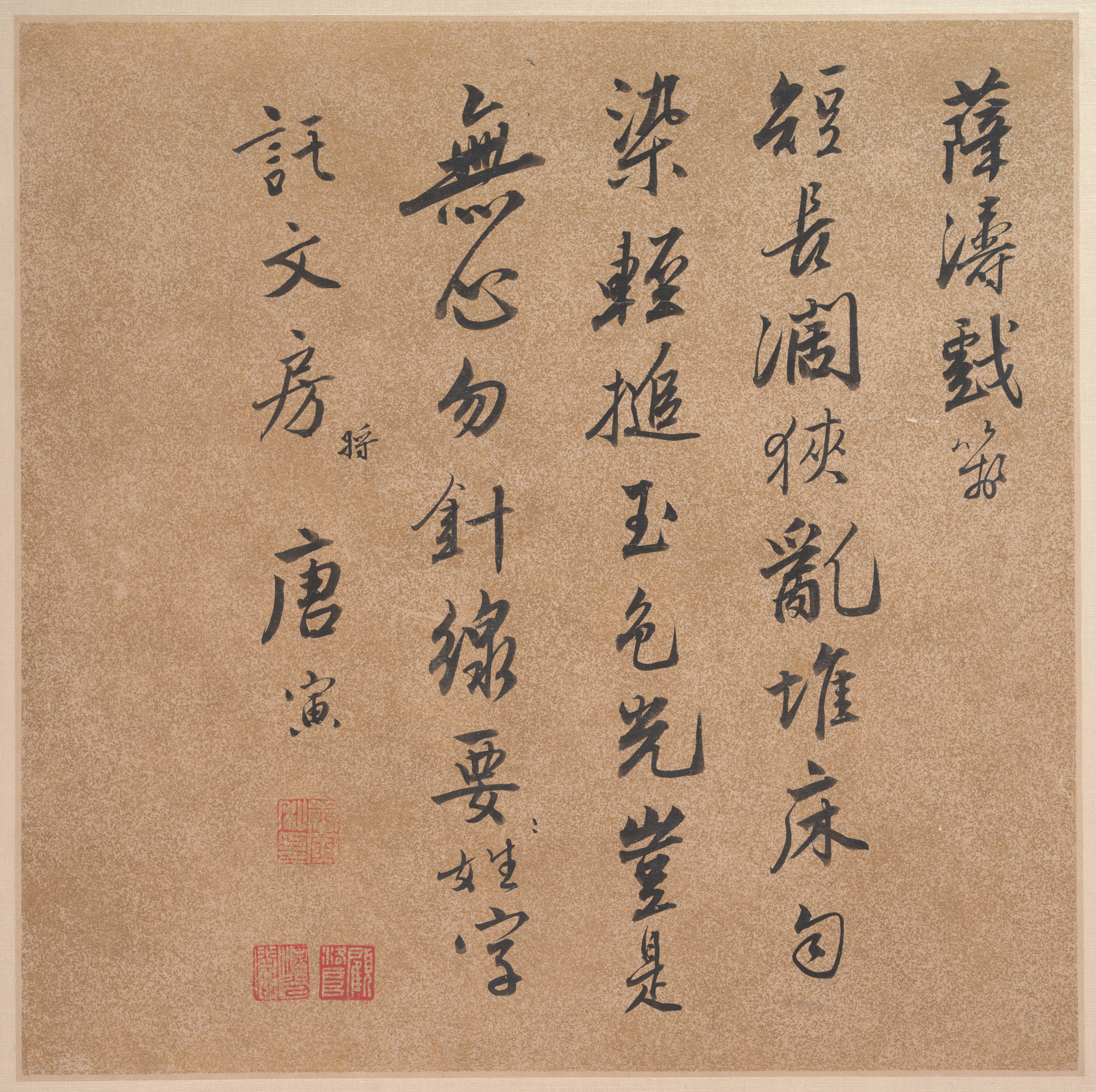
Hoja de álbum, caligrafía de Tang Yin.

Tang Yin también escribió Un verso corto sobre Bambú:

"La luna se pone en el cuarto turno,
ventanas de papel parecen transparentes; conturbado por el vino, apoyo mi cabeza y leo un rato.
Pensamientos altos, me fuerzo, pero no lo puedo evitar; diez cañas, todavía  verdes en el invierno, lanzan sombras profusas."

### El Regreso en Casa de Tao Qian
La pintura, El Regreso en Casa de Tao Qian, fue adquirida por su última dueña, Eve Myers, en 1950. Ella estaba empleada en los 'Tigres de Vuelo' del General Chenault. Vivía en Taiwán en el tiempo en que decenas de miles de chinos huían de la isla llevando todo lo que podían. Murió a la edad de 95 años en Waikiki en 1999. Compró esta pintura en 1987. En 1989, mientras visitaba a un pariente en Honolulu, el señor Cai Ming Yi inspeccionó la obra. Determinó que era auténtica y escribió su evaluación. Era Director de la Sección de Investigación de Bellas artes Antiguas y Presidente del Departamento de Historia de Arte de la Escuela de Postgrado Universitario de Pekín, China.

## Su vida representada en medios de comunicación posteriores
La vida de Tang fue la base para varios dramas y películas basados en la historia de Feng Menglong.
- Xin Tang Bohu dian Qiuxiang (Hong Kong, 1953)[9]
- Cómo el Erudito Tang Bohu Ganó a la Sirvienta Qiuxiang (Hong Kong, 1957) En esta película, el papel de Tang Bohu está representado por (Yam Kim-fai).[10]
- Las Tres Sonrisas (Hong Kong, 1969) En esta película, el papel de Tang Bohu está representado por (Ivy Ling Po).[11]
- San xiao yin yuan (Hong Kong, 1975)  En esta película, el papel de Tang Bohu está representado por (Loong Kim Cantó).[12][13]
- Tang Bohu Dian Qiuxiang (aka Erudito Coqueteando)  (Hong Kong, 1993)[14]
- Jiang Nan Si Da Cai Zi (Los Cuatro Eruditos de Jiangnan) (2014)

Tang fue el tema de una exposición importante en el Museo del Palacio Nacional, Taipéi.